# 安倍常島
安倍 常島（あべ の とこしま）は、奈良時代の貴族。氏は阿倍とも記される。官位は正五位下・図書頭。

## 経歴
宝亀2年（771年）従五位下・河内介に叙任される。宝亀8年（777年）治部少輔に任ぜられて京官に復し、宝亀10年（779年）従五位上に昇叙される。
桓武朝に入り、延暦元年（782年）図書頭として引き続き京官を務め、延暦6年（787年）には正五位下に至っている。

## 官歴
『続日本紀』による。
- 時期不詳：正六位上
- 宝亀2年（771年） 正月23日：従五位下。閏3月1日：河内介
- 宝亀8年（777年） 正月27日：治部少輔
- 宝亀10年（779年） 正月23日：従五位上
- 延暦元年（782年） 8月25日：図書頭
- 延暦6年（787年） 正月7日：正五位下